# Linha de sucessão ao trono norueguês

A linha de sucessão ao trono norueguês está de acordo com a Constituição da Noruega, que foi alterada em 1990 para conceder igualdade de primogenitura ao trono norueguês, o que significa que o filho mais velho, independentemente do sexo, tem prioridade na linha de sucessão. Uma vez a lei não teve efeitos retroativamenteos, o primeiro membro da família real a que se aplica é a Princesa Ingrid Alexandra. Isso significa que ela tem precedência sobre o seu irmão mais novo, mas o pai dela, Haakon, continua a ter primazia sobre a sua irmã mais velha, a Princesa Marta Luísa.  
A ordem de sucessão ao trono norueguês é descrita no artigo 6.º da Constituição da Noruega:
A ordem de sucessão é linear, de modo que só uma criança nascida em legítimo casamento da Rainha ou Rei, [...] (sendo que) a aproximação da linha deve ter precedência sobre os mais velhos do que os mais novos. Uma criança que esteja por nascer deve também ser incluída entre os beneficiários para a sucessão e deve levá-la imediatamente ao seu devido lugar na linha de sucessão, logo que ela ou ele nasce.O direito de sucessão, todavia, não pertence a nenhuma pessoa que não é nascida na linha direta descendente a partir do último rei ou rainha reinante ou uma irmã ou irmão, ou ela ou ele próprio é uma irmã ou irmão. [...]
Para aqueles que nasceram antes do ano 1971, o artigo 6.º da Constituição, uma vez que foi aprovado em 18 de Novembro de 1905 será, no entanto, aplicável. Para aqueles que nasceram antes do ano 1990, deve, no entanto, um homem deve ter precedência sobre uma mulher.

## Atual linha de sucessão
- Rei Haroldo V (n. 1937)
  - (1) Haakon, Príncipe Herdeiro da Noruega (n. 1973)
    - (2) Princesa Ingrid Alexandra (n. 2004)
    - (3) Príncipe Sverre Magnus (n. 2005)

  - (4) Princesa Marta Luísa (n. 1971)
    - (5) Maud Angelica Behn (n. 2003)
    - (6) Leia Isadora Behn (n. 2005)
    - (7) Ema Tallulah Behn (n. 2008)